# Bjeloši
Bjeloši (cyr. Бјелоши) – wieś w Czarnogórze, w gminie Cetynia. W 2011 roku liczyła 64 mieszkańców.